# 理想雀士ドトッパー
『理想雀士ドトッパー』（りそうじゃんしドトッパー）は片山まさゆき作の麻雀漫画。

## 概要
週刊ヤングマガジン1997年18号から46号まで連載。単行本全2巻。
他の競技と違い、プロがアマチュアに負ける状況がしばしばある麻雀界において、「麻雀プロの理想形」を問うた作品。
単行本2巻後書きによると、片山まさゆきにとっては週刊誌初の麻雀漫画連載であり、非常に力を入れて始められた作品であった（”片山作品にしては”背景が丁寧にかかれている）。しかし、設定重視で話を横に広げすぎた為か、連載2話目にしてアンケート最下位。早期に連載終了が決定されたが、その後の話を縦に伸ばす方向転換により終了間際には読者の評価も上がった。片山の自己評価では「ファーストライナー」。

## あらすじ
地方都市シガナイシティの高校生・柊 雹平と瓦 鳩之介は、高校卒業後に東京で競技麻雀の団体JML（日本麻雀リーグ）のプロテストを受ける。JMLの一員であり三冠王の実力者・理想雀士は二人の能力に目をつけ、一方的に「ドトッパー」の称号と共にドトッパーの証の指輪を押し付ける。
理想雀士はライバル・羊飼との確執によりJMLを追放されるが、鳩之介は行動を供にする。二人は全国の雀荘の草大会で連勝し、「プロを超えた絶対強者・ドトッパー」としてその名をとどろかせる。一方JMLに残留した柊はゲストで呼ばれた雀荘の大会で敗北。競技プロ内のみでの強者であり「相手を選ぶ打ち手」である自分を自覚し、打ち筋に迷うようになる。
そして、理想理想雀士が麻雀雑誌社に持ち込んだ「この対決に勝った方が格上ってことにしてあげてもいいよ」企画により、ついに競技プロ（羊飼・柊）とドトッパー（理想雀士・鳩之介）の面子を賭けた直接対決が行われた。2回戦まではドトッパー側が優勢に対局を進めていたが、柊が驚異的な巻き返しを見せ、最終的にプロ側が勝利した。

## 主な登場人物
理想雀士（りそうじゃんし）
風竜王・雀覇王・運王の三冠を持つJML（日本麻雀リーグ）の実力者。（運王戦で大金を賭けた指し馬を行った事が発覚し、JML追放となり風竜王をはく奪されたため実際は二冠）
点棒の数とは別に、自分で勝手に作ったポイント（プラスが「イケテル」、マイナスが「ヤバゾー」）で流れを数値化し、連続して巨大なトップを重ねる「立体ドトッパー」。JML追放後は「素人を圧倒しないならプロじゃない」の信念のもと、「ドトッパー」軍団を結成、全国の雀荘の大会で15連勝する。
脱色した長髪に華美な服装と不遜な態度、英語と日本語のかぶった話し方をする（例：のどが渇いてサースティ）。入場テーマはヴァン・ヘイレンの「JUMP」。本名の「田中」で呼ばれると怒る。美形の青年実業家だが、奇矯な言動の為か作中の女性陣からは「変な人」としか認識されていない。愛車はベンツのカブリオレ（道路標識に正面衝突）。直接対決で敗れた直後にドトッパーの解散を唐突に宣言、画商に転向していた。
コナミのPS2用ゲーム『麻雀やろうぜ! 2』のデータによると10月20日生まれの27歳。AB型。大分出身。声優は井上和彦。
その後『打姫オバカミーコ』に「強い打ち手は不思議といつもテンパってる」の例として、「強い」の名札（花付）をつけて1コマだけ特別出演。
柊 雹平（ひいらぎ ひょうへい）
私立地上大学法学部1年。JMLプロテスト2位通過。慎重な打牌により自分の流れを作り、連続したトップをとる「横ドトッパー」。当初はドトッパーであることを否定していたが、最終的には押しつけられた指輪を付けて雀荘のゲスト対局に参加している。
他の片山麻雀漫画主人公と同様に、作品の基本理念を代表する天才に挑み、最終的に勝利する忍耐・努力型の主人公というポジションのキャラクターなのだが、本作は打切り進行により柊のキャラクター性や打ち筋については十分な描写がなされず、影の薄い主人公となってしまっている。その為か、『麻雀やろうぜ! 2』には理想雀士・鳩之介・深森の三名が登場するにもかかわらず、主人公のはずの柊は登場しない。
同級生の満天星美と豊饒蜜味がサポーターとして一緒についてくる。
瓦 鳩之介（かわら はとのすけ）
プロテスト筆記試験最下位により不合格ながら、ギャラリーをひきつけるアガリのできる才を買われ、理想雀士のゴリ押しによりJML入りする。早仕掛けで安いアガリを重ね、流れのツボを押し連荘することにより、時として巨大なトップをとる「縦ドトッパー」。アガリを鳩になぞらえ、連荘すると背景に鳩の群れが飛ぶ。理想雀士がJMLを追放された時に共に行動したために追放扱いとなる。直接対戦でドトッパー側が敗れた後は、地元に戻って雀荘のメンバーになった。
『麻雀やろうぜ! 2』のデータによると2月9日生まれの19歳。B型。埼玉県出身。
作中で口ずさんでいた曲は、フランキー・ゴーズ・トゥ・ハリウッド「リラックス」、ザ・ナック「マイ・シャローナ」、マイケル・ジャクソン「ビリー・ジーン」。
深森 遊輝（ふかもり ゆうき）
JMLプロテストトップ通過の女性雀士。たまにちっちゃなトップをとる「プチトッパー」と理想雀士に命名される。Cリーグ優勝決定戦を蹴り、ドトッパーに参加した（JMLを除名）。直接対決後、女性だけのプロリーグを結成した。
『まんちょくスナイパーとどめ』の後書きによると、息ノ根とどめのバックグラウンドは深森のものとして用意されていた設定の流用であるとのこと。
『麻雀やろうぜ! 2』のデータによると6月9日生まれの20歳。AB型。北海道出身。声優は村井かずさ。
羊飼 牧雄（ひつじかい まきお）
JML幹部。理想雀士とは同期でライバルだが、雀覇王戦では大差で敗北。
麻雀界の「秩序（ロウ）」を自認し内部団体ウール会を主催。理想雀士を「混沌（カオス）」として敵視する。
JML代表就任後、理想雀士を追放し独裁体制に走る。
呉尾佐 漠（ごびさ ばく）
JML代表。風俗接待で恩を売ることで20年間代表の地位に座ってきたが、羊飼のクーデターにより代表の座を追われる。
佐伯（さえき）
JMLプロ、Cリーグプロだったが、理想雀士の策謀により、本人の承諾なくプロを辞めさせられてしまい、その地位を瓦に譲らされてしまう。のちに理想雀士と瓦がJMLを抜けた際にJMLに復帰しようとしたが、羊飼によって阻まれる。

## 刊行物等
- ヤンマガKCスペシャル（講談社） 全2巻